# Karl Andersson & Söner
Karl Andersson & Söner är ett svenskt möbelföretag i Huskvarna. År 2015 hade företaget 35 anställda och en omsättning på 32 miljoner kronor All tillverkning sker i Huskvarna.

## Företagets utveckling
Karl Andersson & Söner grundades 1898 av Karl Andersson i byn Berghem i Skärstads socken. Fyra av hans söner gick in i bolaget och år 1944 bildades Aktiebolag Karl Andersson & Söner Möbelfabrik. 
I början av 1900-talet började man serietillverka en skrivbordsstol. Under årens lopp tillverkades sportstuge-, radio- och symaskinsmöbler. Yngste sonen Göran Malmvall, som gått en kurs hos Carl Malmsten, var den som ritade möbler bland annat skåpserien KA72. Samarbete uppstod även mellan Malmsten och Karl Andersson & Söner. Malmstens möbler Vapensmeden och Visingsö tillverkades av firman.
I mitten av 1940-talet brann fabriken i Berghem; en fabrik i en grannby Siringe fanns tillgänglig dit man kunde flytta in delar av maskiner som räddats. Samtidigt hade en fabriksbyggnad i Huskvarna byggts med hänsyn till logistiken. Sedan 2003 finns all tillverkning samlad under ett och samma tak i Huskvarna.
Under 1950-talet kontaktades ett antal danska formgivare om ett eventuellt samarbete. Børge Mogensen fick uppdraget att formge en förvaring. Det blev då möbelserien Øresund, vilket fortfarande tillverkas i originaldesign. Mogensen har även ritat företagets logotyp.
Karl Andersson & Söner har sedan 1990-talet samarbetat med unga formgivare i början av sina karriärer, såsom Anton Björsing, Roger Persson, Staffan Holm, David Regestam, Junichi Tokuda, Dan Sunaga, Federico Churba, Malin Lundmark och Louise Hederström.

## Övrigt
Möbelföretaget har fått flera utmärkelser under årens lopp, till exempel Utmärkt Svensk Form, Nordiska designpriset, Design S och Elle Interiörs pris för Årets Möbel. Inredningsmagasinet Residence gav pris för årets förvaring 2012. Jönköpings läns museum hade 1998 en utställning om Karl Andersson & Söners historia.